# Augustus (romanzo di John Williams)
Augustus è un romanzo storico epistolare dello scrittore statunitense John Edward Williams, pubblicato nel 1972 per la Viking Press, incentrato sulla vita del primo imperatore di Roma, Ottaviano Augusto, dall'ascesa al potere fino alla morte. 
È stata l'ultima opera di Williams pubblicata mentre era in vita, nonché l'unica ambientata fuori dagli Stati Uniti e a non avere un protagonista di nome William. È stata anche l'unica opera dell'autore a ricevere consensi significativi durante la sua vita: ben recensito dalla critica, nel 1973 vinse il National Book Award per la narrativa, dividendo il premio con Chimera di John Barth, prima volta in cui il premio fu condiviso fra due vincitori. 

## Trama
Il romanzo racconta la vita dell'imperatore romano Ottaviano Augusto tramite una serie di lettere e frammenti di altri tipi di documenti, scritti da Augusto o, più spesso, da una ricca serie di suoi amici, alleati o nemici. La molteplicità di punti di vista consente di tracciare un ritratto di Augusto tridimensionale e complesso, ricco di chiaroscuri. 
Il romanzo è diviso in due parti: la prima copre il periodo che va dalla scelta di Cesare di fare di Ottaviano il suo erede fino all'ascesa a Imperatore, mentre la seconda copre il suo regno, le sue lotte per garantire la successione, che si concludono con la scelta obbligata dell'odiato figliastro Tiberio, figlio di sua moglie Livia Drusilla dal primo marito dopo che tutti gli altri candidati sono morti, fino alla sua stessa morte. 
Il romanzo si chiude con una lunga lettera di Augusto, in cui riflette sulla sua vita, i suoi successi e fallimenti, e conclude che, malgrado il suo impegno per garantire all'Impero pace e prosperità, questo sembri desiderare costantemente guerre e violenze.  
Nell'epilogo, ambientato 50 anni dopo, un anonimo personaggio, medico di Augusto al momento della sua morte, si augura che il nuovo imperatore, Nerone, possa portare a Roma una nuova epoca d'oro. 

## Temi
Il tema principale di Augustus è l'analisi di come le circostanze plasmino e/o cambino la personalità e il comportamento di una persona. In particolare, come la violenza e l'instabilità che affliggevano Roma quando Augusto prese il potere lo spinsero a dedicare la sua vita alla realizzazione della cosiddetta Pax Romana, detta anche Pax Augusta.

## Accoglienza
Augustus fu ben accolto dalla critica specializzata, tanto da risultare essere uno dei due vincitori del National Book Award per la narrativa nel 1973. 
Sia il Los Angeles Review of Books che il New York Review of Books hanno ben recensito il romanzo, apprezzando la fusione fra storia, biografia e narrativa. 
Più controversa fu la scelta di raccontare il proprio protagonista più attraverso gli occhi di personaggi esterni che tramite la sua stessa voce: mentre la maggior parte dei critici hanno apprezzato la scelta, ritenendo che aggiungesse nuovi livelli alla caratterizzazione di Augusto, altri hanno criticato il poco spazio riservato al protagonista, ritenendo che questo rendesse il titolo e la quarta di copertina fuorviante.

## Edizioni italiane
- Augustus, traduzione di Bruno Oddera, Milano, Sperling & Kupfer, 1974; Milano, Frassinelli, 1984.
- Augustus, traduzione di Bruno Oddera riveduta da Antonella Lattanzi, Roma, Castelvecchi, 2010, ISBN 978-88-761-5406-5, ISBN 978-88-682-6018-7.
- Augustus, traduzione di Stefano Tummolini, Collana Le strade, Roma, Fazi, 2017, ISBN 978-88-932-5140-2.
- Augustus, traduzione di Stella Sacchini, Collana Oscar Cult, Milano, Mondadori, 2022, ISBN 978-88-047-4915-8.